# Сланске Нове Место
Сланске Нове Место (слч. Slanské Nové Mesto) насељено је мјесто са административним статусом сеоске општине (слч. obec) у округу Кошице-околина, у Кошичком крају, Словачка Република.

## Становништво
| Година:    | 1994. | 2004.   | 2014.   | 2024.   |
| ---------- | ----- | ------- | ------- | ------- |
| Број људи: | 505   | 482     | 499     | 462     |
| Разлика:   |       | -4,55 % | +3,52 % | -7,41 % |

| Година:    | 2023. | 2024.   |
| ---------- | ----- | ------- |
| Број људи: | 460   | 462     |
| Разлика:   |       | +0,43 % |

Према подацима о броју становника из 2011. године насеље је имало 502 становника.